# Bach an der Donau
Bach an der Donau, Bach a.d. Donau – miejscowość i gmina w Niemczech, w kraju związkowym Bawaria, w rejencji Górny Palatynat, w regionie Ratyzbona, w powiecie Ratyzbona, wchodzi w skład wspólnoty administracyjnej Donaustauf. Leży około 15 km wschód od Ratyzbony, nad Dunajem, przy ścieżce rowerowej Donauradweg.